# بلدة فنغشان (مقاطعة دونغشيانغ ذاتية الحكم)
فنجشان (بالصينية: 凤山乡) هي بلدة تتبع مقاطعة دونغشيانغ ذاتية الحكم ضمن منطقة لينشيا هوي ذاتية الحكم في مقاطعة قانسو بالصين. تقع البلدة في الجزء الجنوبي الشرقي من المقاطعة، تحدها من الشرق بلدة تشيجيابوان، ومن الجنوب بلدة غوويان، ومن الغرب والشمال بلدة وانغجي، وتبلغ مساحتها 55.15 كم²، ويبلغ عدد سكانها 6962 نسمة حسب إحصاء 2022.

## التاريخ
-في عهد أسرة تشينغ كانت البلدة جزءًا من "الثمانية عشر جمعية" لقومية دونغشيانغ. 
-عام 1950، تم ضمها إلى منطقة لو موه بقرية جين لونغ تشي. 
- عام 1951، تم تأسيس بلدة فنجشان رسميًا. 
- عام 1958، أدمجت مع وانغجي.
- عام 1960، تم فصلها لتصبح فنجشان.
- عام 1983، أعيد تأسيسها كبلدة تحت إدارة المقاطعة.

## الإدارة
اعتبارًا من يونيو 2020، تتبع البلدة 8 قرى إدارية: تشن إرجيا، تشي تان، شانغ غو، نان لينغ، دينغجيا، لينغ، نالا شيخو، جيلوغو، ويقع مقر الحكومة المحلية في قرية دينغجيا.

## الجغرافيا

### الموقع
تقع فنجشان في الجنوب الشرقي من مقاطعة دونغشيانغ، وتحدها بلدة تشيجيابوان من الشرق، وغوويان من الجنوب، وبلدة وانغجي من الغرب والشمال.

### التضاريس
تتميز بتضاريس جبلية متموجة ووديان عميقة، وتنتشر على شكل مظلة، أعلى نقطة في البلدة تقع في قرية دينغجيا بارتفاع 2368 مترًا، وأدناها في قرية تشي تان بارتفاع 2080 مترًا.

### المناخ
- متوسط درجة الحرارة السنوية: 7.9℃.
- يناير: -13℃ إلى 5.4℃، يوليو: 15.9℃ إلى 30℃. 
- طول فترة النمو: 220 يومًا، بدون صقيع: 138 يومًا. 
- متوسط ساعات الشمس السنوية: 2500 ساعة. 
- متوسط هطول الأمطار السنوي: 360 ملم، مع تركيز الأمطار بين مايو وأكتوبر، وأقصى هطول في سبتمبر.

## السكان
- 2011: 5517 نسمة. - 2017: 5751 نسمة مقيمين. 
- 2018: 7412 نسمة مسجلين. 
- 2021: 5365 نسمة. 
- 2022: 6962 نسمة مسجلين.

## الاقتصاد
- الأراضي الزراعية: 13347 مو (2011)، 25104 مو (2021). 
- الإنتاج الزراعي: 1455万元 (2011) ، 5099.87万元 (2021) بالصين. 
- المحاصيل الأساسية: القمح، البطاطس، الذرة. 
- الثروة الحيوانية: تربية الأبقار، الأغنام، الدواجن. 
- التجزئة: 19 متجرًا تجاريًا (2011) ، 7 متاجر/سوبرماركت بمساحة >50م² (2022). - دخل الفرد من الزراعة (2021): 6210 يوان.

## الخدمات الاجتماعية

### الثقافة والرياضة
- مركز ثقافي واحد، 8 مكتبات ريفية، 10 مكتبات صغيرة، 8 ملاعب. - 32% من السكان يشاركون بانتظام في الأنشطة الرياضية.

### التعليم
- 2011: 7 مدارس، 546 طالبًا، 48 مدرسًا. - 2021: 7 مدارس، 780 طالبًا، 45 مدرسًا. - تغطية التعليم الابتدائي والإلزامي 100%.

### الصحة
- 1 مركز طبي، 10 أسرّة، 6 موظفين صحيين (2011). - جميع السكان مشتركين في التأمين الصحي الريفي الجديد.

### الضمان الاجتماعي
- دعم الحد الأدنى للحياة: 772 أسرة، 2926 شخصًا، 263.4万元 (2011). - الرعاية الخمسية: 90 شخصًا. - المساعدات الطبية: 12 حالة، دعم مالي إضافي: 4.8万元. - التأمين الاجتماعي للمتقاعدين الريفيين: 2442 شخصًا، معدل الاشتراك: 94.6%.